# Listă de stadioane de fotbal din Argentina
Aceasta este o listă a principalelor stadioane de fotbal din Argentina, ordonate după capacitate.
| Denumire                                                    | Capacitate    | Construit | Localitate   | Echipă gazdă                                                      | Imagine |
| ----------------------------------------------------------- | ------------- | --------- | ------------ | ----------------------------------------------------------------- | ------- |
| Stadionul Monumental Antonio Vespucio Liberti El Monumental | 67.664 locuri | 1936-1938 | Buenos Aires | Club Atlético River Plate Echipa națională de fotbal a Argentinei |         |
| Stadionul Alberto J. Armando La Bombonera                   | 49.000 locuri | 1938-1940 | Buenos Aires | Club Atlético Boca Juniors                                        |         |
| Stadionul Mario Alberto Kempes Olímpico Chateau Carreras    | 46.083 locuri | 1976-1978 | Córdoba      | Club Atlético Belgrano Echipa națională de fotbal a Argentinei    |         |